# Kappa Alpha Theta
La Kappa Alpha Theta (o ΚΑΘ) è una confraternita internazionale studentesca femminile, fondata il 27 gennaio 1870 nell'istituto universitario Indiana Asbury, oggi DePauw University, a Greencastle, nello Stato dell'Indiana.
Fu la prima confraternita femminile a darsi un acronimo in lettere greche e, oggi, conta circa 210.000 affiliate afferenti alle 125 sezioni sparse in tutte le sedi universitarie del Nordamerica (Stati Uniti e Canada).
Lo scopo per cui nacque, e che ne costituisce tuttora la ragione fondante, è quello di assicurare - attraverso la mutua assistenza - il miglior livello di istruzione possibile, l'amicizia e la crescita morale delle affiliate.

## Storia dell'associazione
La confraternita vide la luce nel 1870 nell'istituto universitario Indiana Asbury (fondato nel 1837) al fine di garantire alle studentesse un punto di riferimento in un istituto all'epoca prevalentemente maschile e che da solo tre anni aveva aperto le porte anche alle donne, emancipatesi dopo la guerra di Secessione.
Nonostante l'apertura, le studentesse rimasero escluse dalle confraternite, tipicamente maschili: una di coloro che in seguito fondarono la Kappa Alpha Theta, Bettie Locke (Elizabeth McReynolds Locke Hamilton), durante il secondo anno di studi, fu invitata da uno dei suoi compagni d'università a vestire lo stemma della loro confraternita; quando tuttavia la Locke, pur figlia di un professore, apprese che in ogni caso non sarebbe stata ammessa nel club, decise di non indossarne neppure il simbolo.
Fu così che Bettie Locke ebbe l'idea di dar vita a una struttura che fornisse appoggio e stimolo alle altre donne che volessero frequentare scuole miste e accedere ai più alti gradi degli studi; nel far ciò prese spunto dall'esperienza di altre due confraternite, la Phi Gamma Delta cui apparteneva suo fratello, e la Beta Theta Pi, cui invece era affiliato suo padre.
Inizialmente intenzionata a fondare nel suo campus una sezione di una confraternita femminile con acronimo greco già esistente, Betty Locke si rese conto che non ne esistevano, così prese l'iniziativa di fondarne una ex novo: coinvolse tre compagne d'università, Alice Allen (Alice Olive Allen Brant), Bettie Tipton (Elizabeth Tipton Lindsey) e Jennie Fitch (Hannah Virginia Fitch Shaw), le quali si adoperarono per creare un blasone, uno statuto e per pubblicizzare l'iniziativa; il 14 gennaio 1870, durante la funzione religiosa nella cappella metodista dell'università, le quattro studentesse indossarono per la prima volta lo stemma dell'istituenda confraternita e, il 27 successivo, ne formalizzarono la nascita con la prima riunione ufficiale.
Secondo gli scopi statutari, «le sorelle dell'associazione avanno l'ambizione intellettuale di raggiungere i più alti gradi degli studi, l'aspirazione sociale di adoperarsi ovunque per il bene, l'impegno morale di perseguire l'amore reciproco» e, anche una volta terminati gli studi, «ieri, oggi e domani, Kappa Alpha Theta ha lo scopo di sostenere ogni affiliata attraverso il suo percorso prima di studentessa e poi di persona adulta, al fine di darle l'opportunità di crescere moralmente, intellettualmente e socialmente man mano che deve far fronte ai sempre più gravosi impegni che la vita le mette di fronte».
L'associazione fu la prima confraternita femminile a veder nascere una propria sezione all'interno di un'università canadese. Oltre alla primogenitura nella scelta di un acronimo greco e nell'istituzione di una sezione femminile oltreconfine, le affiliate della confraternita sono state storicamente antesignane dell'emancipazione nel mondo accademico femminile e, successivamente, anche in quello politico: la prima donna a essere ammessa in una confraternita maschile provenne proprio dalla Kappa Alpha Theta; dalla confraternita proviene Nancy Kasselmbaum, senatore del Kansas, prima donna negli Stati Uniti a essere eletta senza avere "ereditato" il seggio dal marito o essere subentrata prima della scadenza del mandato del senatore uscente; la confraternita, infine, fu la prima associazione femminile con acronimo greco ad avere una sezione in almeno quattro università della prestigiosa Ivy League (Cornell, Harvard, Princeton e Yale), nonché nelle altrettanto rinomate Vanderbilt e Stanford.
Le affiliate alla confraternita si chiamano sorelle Theta.

## Attività
Oltre alle attività di mutua assistenza tra le affiliate, che si esercita sia nell'ambito universitario che dopo la laurea, l'associazione è impegnata nel sociale: nel 1960 diede infatti vita alla Kappa Alpha Theta Foundation, la sua sezione filantropico - solidaristica, che annualmente si adopera per promuovere borse di studio per studenti delle scuole primarie e secondarie; oltre ai programmi d'istruzione, la fondazione gestisce dal 1989 un programma legale, CASA - Court Appointed Special Advocates (= Tutori speciali riconosciuti dalla Corte ), gruppo di volontarie di formazione giuridica che danno voce in tribunale ai bambini vittime di abusi o di abbandono; in altre occasioni le volontarie di formazione medica si sono adoperate nell'assistenza sanitaria ai bambini e, infine, il "Fondo d'amicizia" esiste per sostenere le affiliate che versino in condizioni economiche disagiate.
La confraternita gestisce anche una pubblicazione periodica, The Kappa Alpha Theta Magazine, nato come mensile nel 1885 con il nome di The Journal to The Kappa Alpha Theta Magazine e attualmente trimestrale.

## Theta famose
Diverse affiliate del Kappa Alpha Theta sono divenute persone di successo in vari campi, e hanno acquisito notorietà. Quelle che seguono sono alcune tra le più note a livello internazionale.

### Scienze e mondo accademico
- Dian Fossey (1932-1985), Università di San Jose: zoologa e studiosa del comportamento dei primati, autrice di Gorilla nella nebbia, fu uccisa dai bracconieri in Africa.

### Arte e spettacolo
- Sasha Alexander (1975), Southern California: attrice, interprete tra l'altro in Mission: Impossible III;
- Sarah Clarke (1972), Università dell'Indiana: attrice, nota per la sua interpretazione di Nina Myers nella serie televisiva 24;
- Sheryl Crow (1962), Università del Missouri: cantante rock / folk / country, vincitrice di numerosi riconoscimenti tra cui un premio Grammy.
- Jennifer Jones (1919), Northwestern: storica attrice hollywoodiana vincitrice di un Oscar;
- Rue McClanahan (1934), Università di Tulsa: attrice di numerose serie di successo;
- Ann Margret (Ann-Margret Olsson, 1941), Northwestern: attrice, svedese di nascita ma cresciuta negli Stati Uniti;
- Kate Voegele (1986), Miami University, Ohio: cantautrice pop/folk e attrice, nota per la partecipazione in One Tree Hill.

### Sport
- Ann Curtis (1926), Università della California di Berkeley: nuotatrice, vincitrice di due ori e un argento alle Olimpiadi del 1948 a Londra.

### Personaggi pubblici
- Laura Bush (1946), Southern Methodist, Dallas: moglie dell'ex presidente degli Stati Uniti George W. Bush;
- Lynne Cheney (1941), Colorado College: moglie dell'ex vicepresidente degli Stati Uniti Dick Cheney;
- Melinda Gates (1964), Duke, Durham: ingegnere informatico e filantropo, moglie del fondatore della Microsoft Bill Gates;
- Kate Millett (1934), Università del Minnesota: giornalista, femminista e attivista politica del movimento lesbico;
- Judith Miller (1948), Ohio State: giornalista che ebbe un ruolo importante nel noto CIA-gate.
- Marjorie Kinnan Rawlings (1896-1953), Università del Wisconsin: scrittrice, la sua opera più famosa è Il cucciolo da cui fu tratto l'omonimo film di Clarence Brown.